# 21357 Davidying
21357 Davidying è un asteroide della fascia principale. Scoperto nel 1997, presenta un'orbita caratterizzata da un semiasse maggiore pari a 2,8774905 UA e da un'eccentricità di 0,0090528, inclinata di 1,13960° rispetto all'eclittica.